# Enzima convertidora de angiotensina 2
La enzima convertidora de angiotensina 2 (ANG2) (ECA2 o ACE2, del inglés angiotensin converting enzyme 2) es una exopeptidasa que cataliza la conversión de la angiotensina I a la angiotensina nonapèptida [1-9] o la conversión del angiotensina II a la angiotensina 1-7. El ECA2 tiene efectos directos sobre la función cardíaca y se expresa principalmente en células endoteliales de los vasos del corazón y los riñones. El ECA2 no es sensible a los fármacos inhibidores de la ECA usados para tratar la hipertensión .

## Función
La enzima convertidora de angiotensina 2 o ACE2 corta el carboxilo terminal del péptido angiotensina II al  encontrar residuos de fenilalanina. Esta reacción consigue crear el péptido angiotensina, que tiene un potencial como vasodilatador. Además, se ha demostrado que los receptores ACE2 son el punto de entrada a las células humanas de algunos coronavirus, incluido el virus SARS-CoV. Algunos estudios han identificado que el punto de entrada es el mismo para SARS-CoV-2, el virus causante de la COVID-19.

## Rol en enfermedades
La isoforma de membrana de la proteína ACE2 es la puerta de entrada para la infección por algunos coronavirus (incluyéndose HCOV-NL63, SARS-CoV y SARS-CoV-2). La proteína "Spike 1" (S1) perteneciente a la membrana del SARS-CoV y SARS-CoV-2 interactúa con la enzima ACE2 de la membrana celular. Esta interacción resulta en la endocitosis y entrada del virus en las células diana.
Recientes estudios han dejado ver que existen variaciones genéticas que podrían indicar una disminución en la expresión de la proteína ACE2. Estos polimorfismos en el cromosoma X podrían dotar a sus portadores de inmunidad frente a los virus SARS-CoV y SARS-CoV-2. Teniendo en cuenta la importancia que tiene la enzima para la entrada del virus, es lógico pensar que si la cantidad de la misma se reduce, también lo haría la infección del virus. Por otra parte, no solo reduciría la probabilidad de infección del patógeno, sino que también la probabilidad de parada cardiorrespiratoria y muerte del individuo.